# 東涌公共圖書館

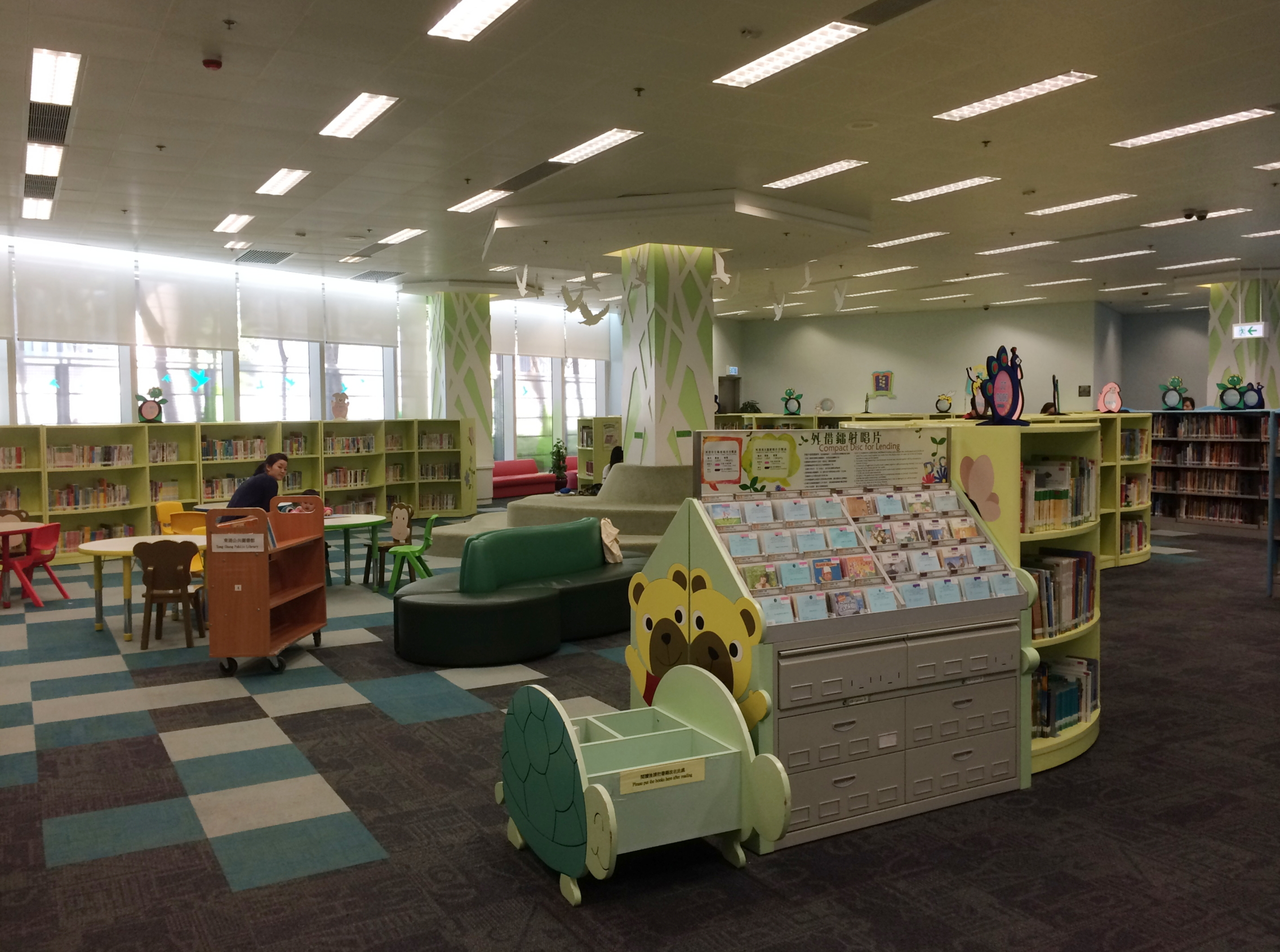
地下為兒童圖書館，以「動物世界」為設計主題

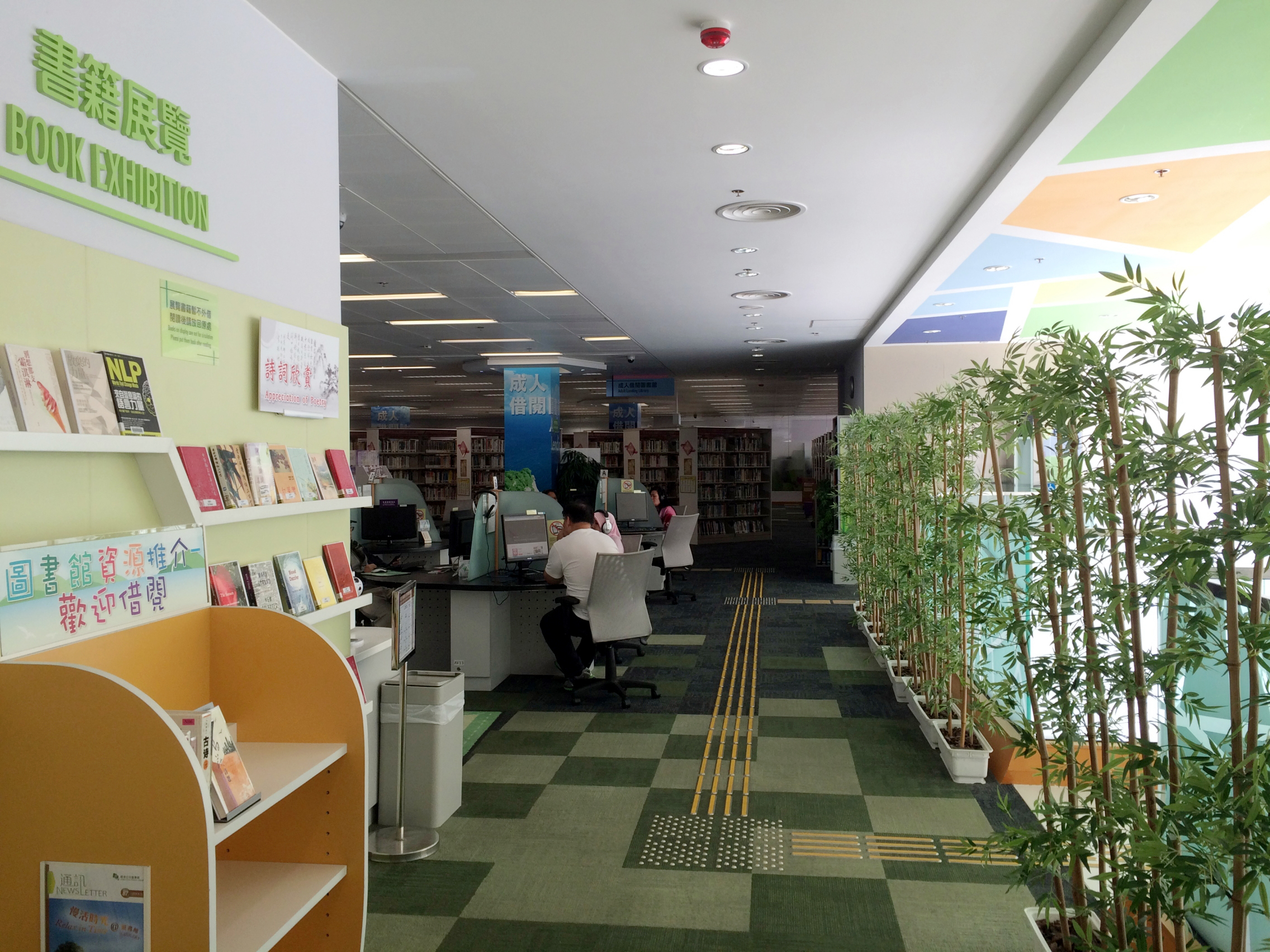
1樓成人圖書館

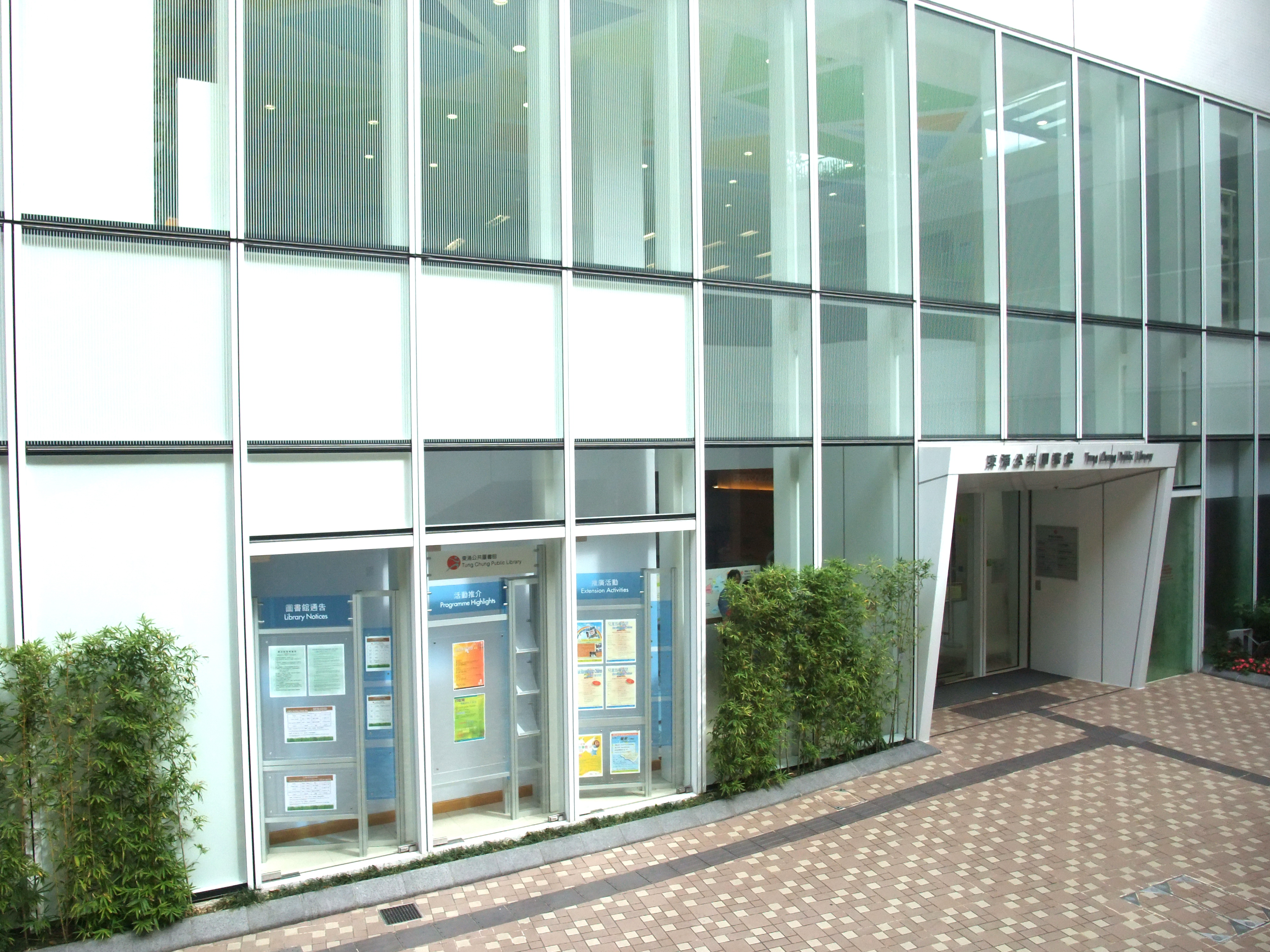
東涌公共圖書館入口

東涌公共圖書館（英語：Tung Chung Public Library）是香港一所公共圖書館，位於香港新界東涌文東路39號東涌市政大樓地下及1樓，屬於分區圖書館規模，面積約2,700平方米。

## 歷史
康文署原本打算於2009年才在東涌設立圖書館予市民使用，但由於區內居住人口大幅增加，故其便因應需求，租用逸東商場的2樓211號舖來開設臨時圖書館。2004年4月3日，東涌公共圖書館啟用，面積為745平方米，屬小型圖書館規模，同時是香港第二間於商場內開設的圖書館。2006年，民政事務局向立法會申請3億多港元的撥款，用以在東涌興建體育館、圖書館等設施。有關工程於同年年底展開。
到了2007年時，離島區議會社區事務及文娛康樂委員會增選委員郭平指出，不少居民對該圖書館的館藏種類偏少感到不滿。離島區圖書館高級館長孫淑蘭則回應指，他們會進行調查，再按結果增加種類。2009年，隨着東涌公共圖書館遷址在即，部分逸東邨居民開始對此表示不滿，有的更到政府總部遞交請願信，要求保留原址的圖書館。離島區議員鄧家彪認為，東涌圖書館遷址後會令逸東邨居民需花費更多時間和金錢才能使用圖書館服務。
2010年7月27日，東涌公共圖書館遷至東涌市政大樓，並升格為分區圖書館。10月9日正式開幕。而逸東商場原址則改為社區圖書館，交由非政府機構營運。根據康文署的資料，東涌公共圖書館在2018年4月至5月期間為離島區最多人使用的圖書館，每天平均到訪人數分別有1464人和1552人。

## 設施及服務
2004年時，逸東邨東涌圖書館分為成人圖書館、報刊閱讀室、兒童圖書館等區域，藏有4萬本書籍、2000張雷射唱片、逾70種報刊。到了2007年時，逸東邨東涌圖書館有75000冊館藏。
遷館後，東涌公共圖書館面積2,713平方米。除了成人圖書館、兒童圖書館、報刊閱覽室外，該館還設有咖啡閣、推廣活動室及展覽區、學生自修室、多媒體資料圖書館、電腦資訊中心、互聯網／電子資源工作站。其兒童圖書館的主題則定為「動物世界」，內部以動物圖案為裝潢主調。同時它的館藏在正式開幕後亦增至21萬以上。

## 外部連結
- 香港公共圖書館 - 東涌公共圖書館 （页面存档备份，存于）

22°17′26″N 113°56′39″E / 22.29062°N 113.94424°E